# Gorica (Prozor-Rama, BiH)
Gorica je naseljeno mjesto u općini Prozor-Rama, Federacija Bosne i Hercegovine, BiH.

## Stanovništvo

### 1991.
Nacionalni sastav stanovništva 1991. godine, bio je sljedeći:
ukupno: 192
- Muslimani - 109
- Hrvati - 82
- ostali, neopredijeljeni i nepoznato - 1

### 2013.
Nacionalni sastav stanovništva 2013. godine, bio je sljedeći:
ukupno: 23
- Bošnjaci - 30
- Hrvati - 26

## Vanjske poveznice
- glosk.com: Gorica  Arhivirana inačica izvorne stranice od 30. rujna 2007. (Wayback Machine)